# Rybak z siecią (obraz Leona Wyczółkowskiego)
Rybak z siecią (Rybak) – obraz olejny Leona Wyczółkowskiego namalowany w 1891.
Obraz obecnie znajduje się w zbiorach Muzeum Narodowego w Krakowie (nr inw. MNK II-b-823), gdzie trafił w 1920 jako dar. Wymiary dzieła wynoszą – wysokość: 35 cm, szerokość: 28,3 cm (z ramą – wysokość: 47 cm, szerokość: 40,5 cm, głębokość: 3 cm). Na obrazie umieszczona jest sygnatura autorska L.Wyczółkowski 1891.
Obraz jest jednym z ważniejszych dzieł Wyczółkowskiego, malowanych na Ukrainie w latach 80. i 90. XIX wieku. Stanowi połączenie eksperymentów kolorystyczno-formalnych z portretowym studium starego chłopa pańszczyźnianego. Twarz chłopa ukazana w ostrym popołudniowym słońcu jest dzięki temu prawie pozbawiona konturów. Wyczółkowski wielokrotnie powielał obraz w technice olejnej i pastelowej oraz transponował w różnych technikach graficznych.

## Udział w wydarzeniach
Obraz był lub jest prezentowany m.in. na poniższych wystawach:
- Leon Wyczółkowski / II edycja, 2003-08-08 – 2003-09-28; Muzeum Historii Miasta Łodzi
- Leon Wyczółkowski / III edycja, 2003-10-06 – 2003-11-30; Agencja KONTAKT
- Leon Wyczółkowski 1853-1936. W 150. rocznicę urodzin artysty, 2003-12-15 – 2004-02-29; Zamek Książąt Pomorskich w Szczecinie